# Семенюк Василь Іванович

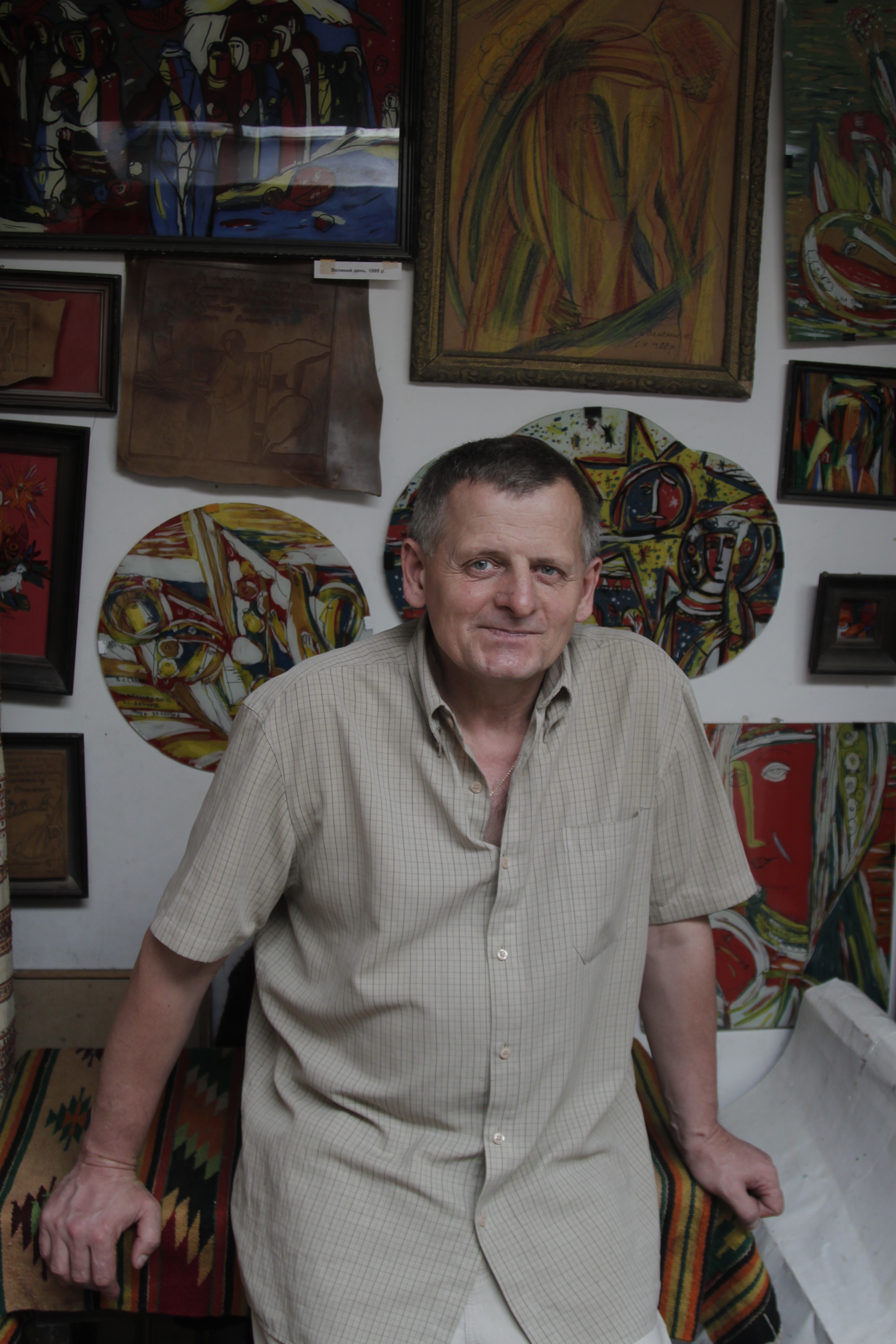
Василь Семенюк. 2016

Семенюк Василь Іванович (19 вересня 1957, Чорний Потік Івано-Франківської області) — український художник, Народний художник України. 
Василь Семенюк викладає у Львівській національній академії мистецтв, доцент. У 1987 році закінчив Український поліграфічний інститут ім. І. Федорова.  Працює в галузі живопису, графіки, декоративно-прикладного мистецтва. 
Член НСХУ з 1989 року. Указом Президента України у 2009 році отримав державне звання «Заслужений діяч мистецтв України». Указом Президента України № 11 від 2018 року присвоєно почесне звання Народний художник України. 
Автор численних живописних композицій за мотивами творів В. Симоненка, Б.-І. Антонича, О. Ольжича та багатьох інших. 
Основні твори: «Будні мого села» (1998 рік); цикл «Обрядовий» (1990 рік); серії «Українські народні пісні» (1991 рік), «Пісня про незнищенність матерії». 